# 岩﨑達郎
岩﨑 達郎（いわさき たつろう、1984年12月28日 - ）は、神奈川県横浜市瀬谷区出身の元プロ野球選手（内野手、外野手）。右投右打。

## 経歴

### プロ入り前
横浜商科大学高等学校から社会人野球の新日本石油ENEOSへ進み第76回都市対抗野球大会に補強選手で出場。田澤純一は高校、社会人の2年後輩。
二塁手・遊撃手の守備を評価され、2006年の大学・社会人ドラフトで中日ドラゴンズに5巡目で指名された。プロ入り以降は守備の人のイメージが強いが、高校通算41本塁打を記録している。

### 第1次中日時代

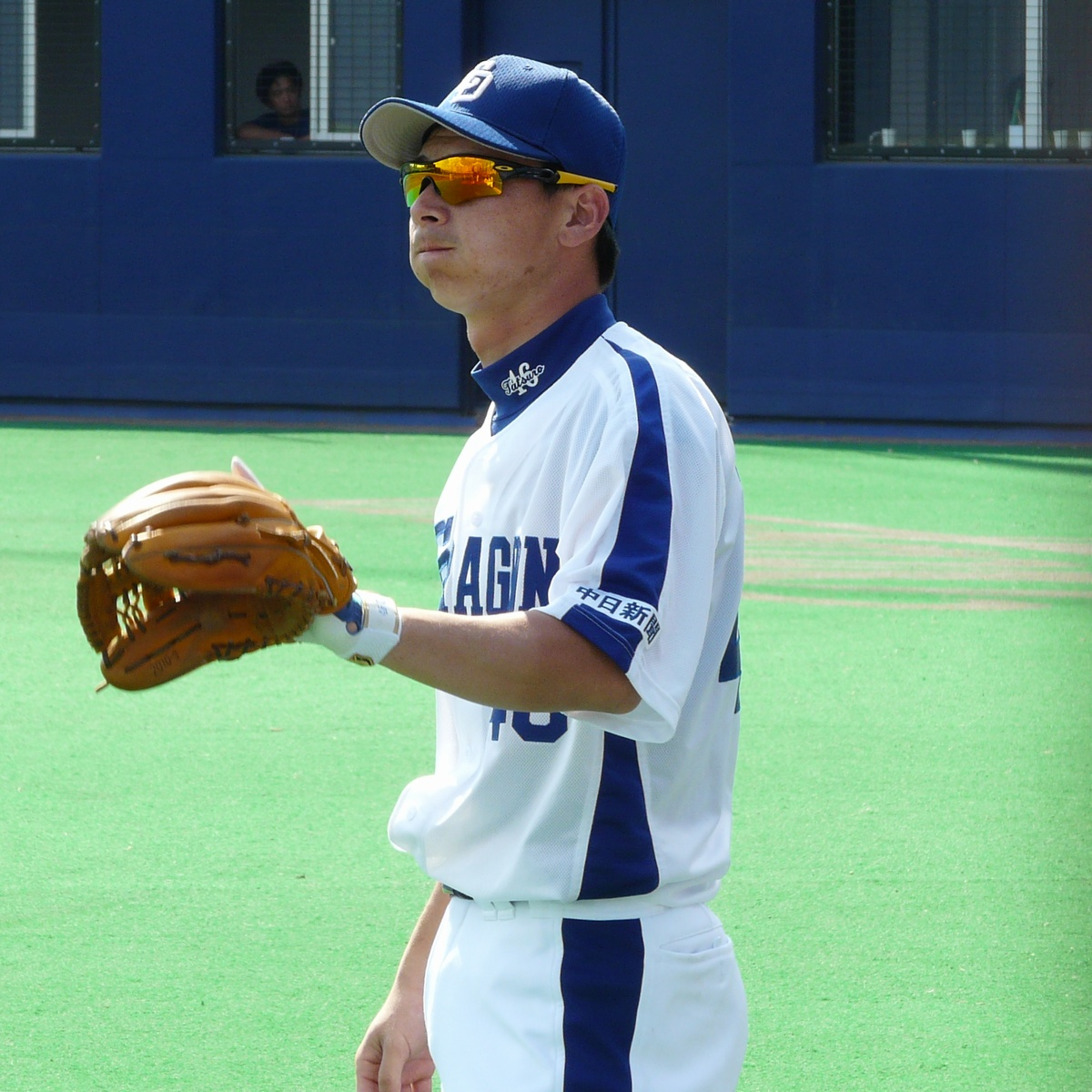
中日時代

2007年は、レギュラーシーズンでは一軍昇格は無かったものの、正遊撃手の井端弘和がシリーズ前にケガをし、状態に不安があるため、バックアップとしてクライマックスシリーズ第1ステージを前にした10月13日に、初の一軍昇格を果たした。10月18日の同クライマックスシリーズ第2ステージ第1戦（読売ジャイアンツ戦）の8回に新井良太の代走として一軍戦初出場し、初得点も記録している。
2008年は開幕を二軍で迎えたが、6月17日に井端弘和の故障によりシーズン初の一軍登録。その後井端の復帰で登録抹消されたが、8月に荒木雅博が北京五輪へ出場するために再び一軍昇格。荒木のチーム合流で抹消されるも井端が再び怪我をしたためわずか5日で再び一軍に昇格した。その後、井端の復帰で再び抹消されるもシーズン終盤に再び一軍登録されて一軍と二軍を4度も往復した。
2009年から2012年まで春季キャンプでは井端が目の異常で離脱した影響もあり、監督の落合博満から直々にノックを受けた。オープン戦では遊撃手や二塁手として出場し、適時打を放つなど課題である打撃面でも着実に成長が見られ、初の開幕一軍入りを果たす。
2010年9月1日の広島東洋カープ戦（ナゴヤドーム）で大島崇行からプロ入り初本塁打となるサヨナラ2点本塁打を放った。また、このシーズンは開幕から一軍に帯同し続けた。
2011年9月、4歳年下の一般女性と結婚。出場試合数こそ減少したもののスタメン起用が増え、打率も自己最高の.218を記録した。しかしその後離婚。子供の親権は元妻にある。

### 楽天時代
2013年3月11日、東北楽天ゴールデンイーグルスへの金銭トレードが発表された。公式発表の約1週間前にトレードの報道がなされ、中日監督の高木守道や球団社長もそれを認めたため、楽天監督の星野仙一から「順番が違う」と苦言を呈された。岩﨑本人は楽天からのトレードのオファーをコーチから聞き「勝負したい」と答えるなど移籍に前向きであった。楽天での背番号は「67」に決まった。6月27日の埼玉西武ライオンズ戦（県営大宮）で、プロ7年目にして初の3安打猛打賞を記録した。
2016年には、一軍公式戦への出場機会がなく、10月1日に球団から戦力外通告を受けた。12月2日、自由契約公示された。

### 第2次中日時代
楽天からの戦力外通告後に、中日時代の一軍監督であった落合からの勧めで、中日の秋季キャンプに参加した。参加中に入団テストを受けた結果、2016年11月25日に、育成選手として中日と契約することが球団から発表。5シーズン振りに中日へ復帰した。そして7月10日に支配下登録をされることとなった。
2017年は1試合の出場に終わり、10月3日に球団から戦力外通告を受けた。その後、12球団合同トライアウトを受けたものの、獲得の意思を示す球団は現れず、12月2日付で自由契約選手として公示された。

### 引退後
2018年1月11日、東北楽天ゴールデンイーグルスから楽天イーグルスアカデミーのジュニアコーチに就任したことが発表された。また、2018年8月12日の東北楽天ゴールデンイーグルス対埼玉西武ライオンズ戦からJ SPORTSの野球解説者として活動する。

## 選手としての特徴・人物
遊撃・二塁を中心に内野全ポジションを高いレベルで守り、外野もこなすユーティリティープレーヤー。俊足を生かした走塁も武器。打撃では課題があったが、小技に長けていた。第1次中日時代は監督の落合博満から堅い守備力を評価され、主に二遊間のレギュラーである荒木雅博、井端弘和のバックアップ要員として活躍した。
守備でのモットーは「弱気は最大の敵」であり、グラブにも刺繍を入れていた。受け身にならず、常に攻めの姿勢で臨むことを貫いていた。

## 詳細情報

### 年度別打撃成績
| 年 度    | 球 団    | 試 合 | 打 席 | 打 数 | 得 点 | 安 打 | 二 塁 打 | 三 塁 打 | 本 塁 打 | 塁 打 | 打 点 | 盗 塁 | 盗 塁 死 | 犠 打 | 犠 飛 | 四 球 | 敬 遠 | 死 球 | 三 振 | 併 殺 打 | 打 率 | 出 塁 率 | 長 打 率 | O P S |
| -------- | -------- | ----- | ----- | ----- | ----- | ----- | -------- | -------- | -------- | ----- | ----- | ----- | -------- | ----- | ----- | ----- | ----- | ----- | ----- | -------- | ----- | -------- | -------- | ----- |
| 2008     | 中日     | 20    | 19    | 18    | 3     | 1     | 1        | 0        | 0        | 2     | 0     | 1     | 0        | 1     | 0     | 0     | 0     | 0     | 1     | 0        | .056  | .056     | .111     | .167  |
| 2009     | 中日     | 19    | 14    | 11    | 0     | 2     | 0        | 0        | 0        | 2     | 0     | 0     | 1        | 1     | 0     | 2     | 0     | 0     | 2     | 0        | .182  | .308     | .182     | .490  |
| 2010     | 中日     | 78    | 85    | 60    | 13    | 11    | 2        | 0        | 1        | 16    | 4     | 3     | 2        | 17    | 0     | 8     | 0     | 0     | 13    | 0        | .183  | .279     | .267     | .546  |
| 2011     | 中日     | 51    | 91    | 78    | 9     | 17    | 3        | 1        | 0        | 22    | 3     | 0     | 1        | 6     | 0     | 7     | 0     | 0     | 13    | 1        | .218  | .282     | .282     | .564  |
| 2012     | 中日     | 36    | 24    | 20    | 5     | 2     | 0        | 0        | 0        | 2     | 1     | 0     | 0        | 2     | 0     | 2     | 0     | 0     | 3     | 1        | .100  | .182     | .100     | .282  |
| 2013     | 楽天     | 74    | 112   | 101   | 17    | 22    | 5        | 0        | 0        | 27    | 12    | 0     | 2        | 5     | 1     | 5     | 0     | 0     | 18    | 3        | .218  | .252     | .267     | .519  |
| 2014     | 楽天     | 56    | 63    | 54    | 8     | 10    | 2        | 1        | 0        | 14    | 7     | 0     | 1        | 3     | 0     | 5     | 0     | 1     | 12    | 1        | .185  | .267     | .259     | .526  |
| 2015     | 楽天     | 44    | 42    | 38    | 5     | 10    | 1        | 0        | 0        | 11    | 6     | 0     | 0        | 2     | 0     | 2     | 0     | 0     | 12    | 0        | .263  | .300     | .289     | .589  |
| 2017     | 中日     | 1     | 1     | 1     | 0     | 0     | 0        | 0        | 0        | 0     | 0     | 0     | 0        | 0     | 0     | 0     | 0     | 0     | 1     | 0        | .000  | .000     | .000     | .000  |
| NPB：9年 | NPB：9年 | 379   | 451   | 381   | 60    | 75    | 14       | 2        | 1        | 96    | 33    | 4     | 7        | 37    | 1     | 31    | 0     | 1     | 75    | 6        | .197  | .258     | .252     | .511  |

### 年度別守備成績
内野守備
| 年 度 | 遊撃  | 遊撃  | 遊撃  | 遊撃  | 遊撃  | 遊撃     | 二塁  | 二塁  | 二塁  | 二塁  | 二塁  | 二塁     | 三塁  | 三塁  | 三塁  | 三塁  | 三塁  | 三塁     | 一塁  | 一塁  | 一塁  | 一塁  | 一塁  | 一塁     |
| 年 度 | 試 合 | 刺 殺 | 補 殺 | 失 策 | 併 殺 | 守 備 率 | 試 合 | 刺 殺 | 補 殺 | 失 策 | 併 殺 | 守 備 率 | 試 合 | 刺 殺 | 補 殺 | 失 策 | 併 殺 | 守 備 率 | 試 合 | 刺 殺 | 補 殺 | 失 策 | 併 殺 | 守 備 率 |
| ----- | ----- | ----- | ----- | ----- | ----- | -------- | ----- | ----- | ----- | ----- | ----- | -------- | ----- | ----- | ----- | ----- | ----- | -------- | ----- | ----- | ----- | ----- | ----- | -------- |
| 2008  | 7     | 2     | 4     | 0     | 1     | 1.000    | 10    | 10    | 22    | 0     | 2     | 1.000    | -     | -     | -     | -     | -     | -        | -     | -     | -     | -     | -     | -        |
| 2009  | -     | -     | -     | -     | -     | -        | 5     | 10    | 5     | 0     | 1     | 1.000    | 3     | 1     | 1     | 0     | 0     | 1.000    | -     | -     | -     | -     | -     | -        |
| 2010  | 15    | 8     | 21    | 1     | 7     | .967     | 57    | 45    | 70    | 0     | 17    | 1.000    | 1     | 0     | 0     | 0     | 0     | .000     | -     | -     | -     | -     | -     | -        |
| 2011  | 36    | 32    | 72    | 4     | 12    | .963     | 4     | 2     | 5     | 0     | 2     | 1.000    | 10    | 0     | 5     | 1     | 0     | .833     | -     | -     | -     | -     | -     | -        |
| 2012  | 8     | 2     | 8     | 1     | 3     | .909     | 7     | 7     | 12    | 0     | 2     | 1.000    | 3     | 0     | 0     | 0     | 0     | .000     | -     | -     | -     | -     | -     | -        |
| 2013  | 44    | 25    | 57    | 4     | 8     | .953     | 17    | 20    | 27    | 1     | 7     | .979     | 14    | 1     | 12    | 1     | 1     | .929     | -     | -     | -     | -     | -     | -        |
| 2014  | 7     | 8     | 7     | 0     | 2     | 1.000    | 9     | 11    | 7     | 0     | 1     | 1.000    | 26    | 9     | 15    | 1     | 2     | .960     | 10    | 29    | 1     | 0     | 4     | 1.000    |
| 2015  | 17    | 15    | 21    | 0     | 4     | 1.000    | 6     | 7     | 17    | 0     | 5     | 1.000    | 7     | 1     | 3     | 0     | 0     | 1.000    | 3     | 12    | 0     | 0     | 3     | 1.000    |
| 通算  | 134   | 91    | 191   | 10    | 37    | .966     | 115   | 112   | 165   | 1     | 37    | .996     | 64    | 12    | 36    | 3     | 3     | .941     | 13    | 41    | 1     | 0     | 7     | 1.000    |

外野守備
| 年 度 | 外野：3季 | 外野：3季 | 外野：3季 | 外野：3季 | 外野：3季 | 外野：3季 |
| 年 度 | 試 合     | 刺 殺     | 補 殺     | 失 策     | 併 殺     | 守 備 率  |
| ----- | --------- | --------- | --------- | --------- | --------- | --------- |
| 2009  | 1         | 2         | 0         | 0         | 0         | 1.000     |
| 2014  | 1         | 1         | 0         | 0         | 0         | 1.000     |
| 2015  | 2         | 1         | 0         | 0         | 0         | 1.000     |
| 通算  | 4         | 4         | 0         | 0         | 0         | 1.000     |

### 記録
- 初出場：2008年6月22日、対千葉ロッテマリーンズ4回戦（ナゴヤドーム）、8回裏に吉見一起の代打で出場
- 初打席：同上、8回裏に久保康友から捕手ゴロ
- 初盗塁：2008年8月3日、対読売ジャイアンツ15回戦（ナゴヤドーム）、9回裏に二盗（投手：マーク・クルーン、捕手：鶴岡一成）
- 初先発出場：2008年8月15日、対東京ヤクルトスワローズ15回戦（ナゴヤドーム）、2番・二塁手で先発出場
- 初安打：2008年8月16日、対東京ヤクルトスワローズ16回戦（ナゴヤドーム）、3回裏にショーン・ダグラスから左中間へ二塁打
- 初打点：2010年5月1日、対広島東洋カープ8回戦（MAZDA Zoom-Zoom スタジアム広島）、4回表に小松剛から左前適時打
- 初本塁打：2010年9月1日、対広島東洋カープ20回戦（ナゴヤドーム）、10回裏に大島崇行から左越サヨナラ2ラン

### 背番号
- 46 （2007年 - 2012年）
- 67 （2013年 - 2016年）
- 206 （2017年 - 同年7月9日）
- 0 （2017年7月10日 - 同年終了）

### 登場曲
- 「じょいふる」いきものがかり（2010 - 2011年）
- 「Sunny Stripe」ORANGE RANGE（2012年 - 2017年）